# Семёнов, Иван Максимович
Иван Максимович Семёнов (1906—1982) — советский художник-график, карикатурист. Народный художник СССР (1974).

## Биография
Родился 17 (30) августа 1906 года в Ростове-на-Дону, в семье донских казаков.
Уже учась в школе, занимался рисунком и живописью у С. К. Гамбарцумова. Приходилось подрабатывать грузчиком, продавцом, оформлять стенгазеты. Также работал в самодеятельном театре «Эльдорадо».
В 1925 году поступил в медицинский институт, где проучился один год. В 1926—1928 годах обучался в Ростовской школе прикладных искусств (ныне Ростовское художественное училище имени М. Б. Грекова).
В 1926 году в областной газете «Молот» была напечатана его первая карикатура «Сотрудничество классов» (на забастовку горняков в Англии). С этого времени художник регулярно публикуется в газете и становится её штатным сотрудником.
Осенью 1931 года переехал в Москву, где сначала работал в Сельхозгизе, перерисовывая технические иллюстрации. С 1932 года печатался в газете «Комсомольская правда». С 1935 года работал в редакции журнала «Крокодил».
С 1933 года — член МОСХ, участником выставки «Художники РСФСР за 15 лет».
В годы войны был корреспондентом военно-морской газеты «Красный флот». Участвовал в прорыве блокады Ленинграда, в освобождении Шлиссельбурга и других операциях Северного флота.
В 1946 году демобилизовался в звании капитан-лейтенанта и продолжил работать в «Крокодиле»; также его рисунки печатались в газетах «Правда», «Комсомольская правда», «Пионерская правда» и других.
С конца 1940-х годов работал иллюстратором книг, особую известность ему принесли иллюстрации к книгам для детей. По его инициативе в 1956 году был создан детский журнал «Весёлые картинки», в котором художник стал главным редактором и проработал в этой должности до 1972 года.
В 1963 году состоялась его персональная выставка в Москве.
Вице-президент Международной ассоциации литературы и искусства для детей.
Член Союза художников СССР. Председатель секции художников-карикатуристов при Союзе художников РСФСР и член правления Союза художников СССР.
Член ВКП(б) с 1941 года.
В 1955—1982 годах жил в Москве на улице Верхняя Масловка, 3.
Умер Иван Семёнов 6 июня 1982 года в Москве. Похоронен на Введенском кладбище .

## Награды и звания
- Заслуженный деятель искусств РСФСР (1958)
- Народный художник РСФСР (1962)
- Народный художник СССР (1974)
- Орден Трудового Красного Знамени
- Медали, в числе которых Медаль «За победу над Германией в Великой Отечественной войне 1941-1945 гг.» (1945)